# Gédéon Tallemant des Réaux
Pour les articles homonymes, voir Tallemant.
Gédéon Tallemant des Réaux [talmɑ̃dereo:], né le 2 octobre 1619 à La Rochelle  et mort le 10 novembre 1692 à Paris, est un écrivain, gazetier et poète français connu pour ses Historiettes, un recueil de courtes biographies de ses contemporains.

## Biographie
Né en octobre 1619, Tallemant des Réaux est issu d’une riche famille de banquiers huguenots de La Rochelle.
Selon l'introduction des Historiettes, dans la collection de la Bibliothèque de la Pléiade : « Il est établi par des actes notariés que la famille Tallemant possédait « le lieu, terre et seigneurie de Réau, situé et assis en la paroisse de Néris (aujourd'hui Néris-les-Bains) près Montluçon en Bourbonnais ». C'est ainsi que Gédéon ajouta le nom de « des Réaux » à son patronyme, comme son frère aîné avait ajouté « de Boisneau » au sien, grâce à un autre bien familial de ce nom. Plus tard, en 1650, Gédéon acquit une petite propriété « des Réaux ». 
Arrivé très jeune à Paris, il est envoyé à l’âge d’environ dix-huit ans en Italie avec son frère, l'abbé François Tallemant l'Aîné (qui sera de l’Académie française) et avec l'abbé de Retz. Ils y restent presque toute l'année 1638. 
À son retour à Paris, son père lui obtient la charge de conseiller au parlement à l’obtention de ses diplômes en droit civil et canon. C'est l'époque où il est amoureux de sa cousine Madame d'Harambure, célèbre précieuse tenant salon, qui écrivait sous le nom de Livie et qui le traitait comme un écolier. 
Détestant sa profession, il cherche une autre forme de revenu en épousant sa cousine Élisabeth de Rambouillet, et fréquente de fait le salon de Catherine de Rambouillet. Son demi-frère avait épousé une d'Angennes qui lui assure ses entrées à l’hôtel de Rambouillet. 
En 1660, sa femme se convertit au catholicisme avant de se retirer dans un couvent. Sa fille sera expulsée pour avoir voulu rester fidèle à la confession protestante.
La fin de sa vie est marquée par les déchirements liés à la répression grandissante des huguenots jusqu'à la proclamation, en 1685, de l’édit de Fontainebleau. Tallemant lui-même abjure en 1684, un geste peut-être pas entièrement désintéressé, puisque cela lui vaut une pension de 2 000 livres alors qu’il souffrait de considérables pertes financières.
En novembre 1692, il meurt, âgé de soixante-treize ans, dans sa maison de la rue Neuve-Saint-Augustin, à Paris. Il est enterré au cimetière Saint-Joseph.

## Œuvre
Les Historiettes sont d’une très grande valeur pour l’histoire du XVIIe siècle. Publiée semi-clandestinement, cette œuvre demeurée en manuscrit (conservé au château de Chantilly) jusqu’à sa publication en 1834-1836 suscita, au mieux, l’incrédulité et, au pire, l’indignation : ce n’était pas là l’image que le XIXe siècle voulait avoir du Grand Siècle. Néanmoins, des témoignages indépendants ont désormais établi l’exactitude de la substance de ses rapports, et la publication intégrale et non retouchée, d'après ses propres écrits, chez Gallimard, en 1960 dans la bibliothèque de la Pléiade (édition et annotations par Antoine Adam) a restitué le véritable témoignage de « M. des Réaux ».
N’ayant aucune admiration pour le roi Louis XIII, Catherine de Vivonne, marquise de Rambouillet, contribua à la curiosité des historiettes de Tallemant qui étaient d’une réelle valeur historique sur les règnes d’Henri IV et de Louis XIII. La société de l’hôtel de Rambouillet fut un champ d’observation aiguë pour ses remarques impitoyables mais jamais fausses. Dans ses Historiettes, Tallemant dresse des portraits d’écrivains tels que Voiture, Guez de Balzac, Chapelain, Boisrobert, Conrart, Des Barreaux, Gombauld, Scarron, Malherbe, La Fontaine, Pascal, Marie de Gournay, Marie-Catherine de Villedieu, l’abbé d’Aubignac, Pierre Corneille, Gilles de Ruellan, Georges de Scudéry, Madeleine de Scudéry, Madeleine de Sablé, Marie de Sévigné ou Racan. Il parle aussi de personnalités politiques comme Richelieu, de célébrités comme l’acteur Mondory et des courtisanes à scandale comme Marion Delorme, Ninon de Lenclos ou Angélique Paulet, et du violiste André Maugars.
Lié à Conrart, Tallemant des Réaux était également poète et, même si sa renommée actuelle émane de ses Historiettes, il a contribué à la Guirlande de Julie. Tallemant avait également commencé la rédaction de Mémoires pour la régence d’Anne d’Autriche dont le manuscrit n’a pas été retrouvé.

### Liste partielle d’Historiettes
- Henri IV
- François de Bonne de Lesdiguières
- La Reine Marguerite
- Malherbe
- Luyne
- Richelieu
- Louis XIII
- La Fontaine
- Voiture
- Bassompierre
- Mesdames de Rohan
- Marion de L’Orme
- Pascal
- Marie de Montbazon
- Madame de Sévigné
- Ninon de Lenclos
- Mondory
- Madame de Langey

### Édition
- Historiettes, éd. Antoine Adam, Paris, Gallimard, 1960.

## Sources
- Émile Magne, Bourgeois et financiers du XVIIe siècle : La joyeuse jeunesse de Tallement des Réaux : d’après des documents inédits, Paris, Émile-Paul frères, 1921.
- Émile Magne, Bourgeois et financiers du XVIIe siècle : La fin troublée de Tallemant des Réaux : d'après des documents inédits, Paris, Émile-Paul frères, 1922 .